# Élisabeth Woodville
Élisabeth Woodville (aussi écrit Wydville, Wydeville ou Widvile, 1437 – 8 juin 1492) est reine d'Angleterre par son mariage avec le roi Édouard IV d'Angleterre de 1464 jusqu'à la mort de celui-ci en 1483. Sa famille, au moment de sa naissance, appartient à la petite aristocratie anglaise, la gentry, et elle se marie en premières noces avec un partisan de la Maison de Lancastre, John Grey, qui meurt à la seconde bataille de St Albans, laissant Élisabeth veuve et mère de deux fils. Son second mariage avec Édouard IV fait sensation et on l'attribue à sa grande beauté, car elle dispose de peu de biens et s'avère anglaise, alors que l'entourage du roi cherche une alliance étrangère. Elle tire profit de ce mariage pour devenir un personnage clé des guerres civiles dynastiques connues sous le nom de Guerre des Deux-Roses.
On considère son mariage comme la principale cause de la discorde entre Édouard et Richard Neville, amenant finalement ce dernier à passer au parti des Lancastre. Elle use en effet de toute son influence pour combler d'honneurs toute sa famille. Son père devient Lord Trésorier ; elle marie son jeune frère Jean à la duchesse douairière de Norfolk, l'une de ses sœurs au comte d'Arundel et une autre au comte de Pembroke. Élisabeth reste politiquement influente même après que son fils, brièvement proclamé roi sous le nom d'Édouard V d'Angleterre, a été destitué par son beau-frère, Richard III. Elle a aussi joué un rôle important en assurant l'accession au trône de son gendre Henri VII en 1485, ce qui met fin à la Guerre des Deux-Roses. Néanmoins, après 1485, elle est forcée de céder sa suprématie à la mère d'Henri, Lady Marguerite Beaufort, et son influence sur les événements cesse. Ces années, ainsi que son départ de la cour et sa retraite, restent obscures.
Par sa fille Élisabeth d'York, elle est la grand-mère maternelle du roi Henri VIII d'Angleterre et l'arrière-grand-mère du roi Édouard VI d'Angleterre, de la reine Marie Ire d'Angleterre et de la reine Élisabeth Ire d'Angleterre, et enfin l'arrière-arrière-grand-mère de Marie Ire d'Écosse. Elle est ainsi l'ancêtre de tous les monarques anglais depuis Henri VIII, de tous les rois écossais depuis Jacques V d'Écosse, et de tous les souverains britanniques depuis Jacques VI d'Écosse et Ier d'Angleterre.

## Jeunesse et premier mariage
Élisabeth est née en 1437, probablement en octobre à Grafton Regis, Northamptonshire. Elle est la première-née d'un mariage qui a scandalisé la cour anglaise. Ses parents ont des origines sociales différentes, puisque les Woodville, bien qu'étant une ancienne et respectable famille de la gentry terrienne, de richesse moyenne, n'appartiennent pas au cercle de la haute noblesse comme les Lancastre. Son père, Richard Woodville, est simplement chevalier, au moment de son mariage, et le père de Richard, également nommé Richard, fit carrière dans l'armée royale, s'élevant au rang de chambellan, au service de Jean de Lancastre, duc de Bedford. Richard suit son père dans l'armée du duc, et rencontrera pour la première fois à la cour Jacquette de Luxembourg. Celle-ci, fille de Pierre Ier de Luxembourg-Saint-Pol et de Marguerite des Baux, a été mariée au duc en 1433, à l'âge de 17 ans ; Lancastre est nettement plus âgé que Jacquette, qui est sa seconde épouse, et en mauvaise santé. Il meurt en 1435, laissant Jacquette, veuve, sans enfant et riche. Elle est rappelée par Henri VI en Angleterre et Sir Richard Woodville est missionné pour la ramener. Or, en mars 1437, on apprend que Richard et Jacquette se sont mariés secrètement. Sir Richard, de petite noblesse, se situe bien en dessous du rang de Jacquette, qui est de sang royal, et n'est pas considéré comme un époux convenable pour une dame de haut rang, qui plus est, tante du roi. Woodville est condamné à une amende de 1 000 £, pour s'être marié sans la permission d'Henri VI. L'amende est toutefois annulée au mois d'octobre de la même année.
Le nouveau couple prospère rapidement, grâce aux relations de Jacquette avec la famille royale. Elle conserve son rang et son douaire de duchesse de Bedford, ce dernier fournissant initialement entre 7 000 £ et 8 000 £ par an (ce revenu diminuera au fil des années à cause de la perte de territoires en France et de l'effondrement des finances royales en Angleterre). Richard est gratifié de charges militaires, dans lesquelles il se montre un soldat compétent. Le couple est de plus honoré quand Henri VI d'Angleterre épouse Marguerite d'Anjou, dont l'oncle Charles d'Anjou est le beau-frère de Jacquette : les Woodville figurent parmi ceux choisis pour escorter la mariée en Angleterre, et la famille bénéficie de ce double lien avec la famille royale qui leur donne prééminence à la Cour et permet à Richard d'être élevé au rang de Baron Rivers en 1448.
Thomas More soutient qu'Élisabeth est en fait la même qu'“Isabelle Grey”, dame d'honneur de la reine Marguerite d'Anjou, femme d'Henri VI, en 1445 (les prénoms Élisabeth et Isabelle étant assimilables) ; mais des historiens modernes (tels qu'A.R. Myers, George Smith, et David Baldwin) ont noté qu'il existe des candidates plus plausibles, comme Lady Isabella Grey, qui accompagne Marguerite d'Angleterre en France en 1445, ou Élisabeth Grey qui se trouve mère et veuve en 1445.
Aux alentours de 1452, Élisabeth Woodville épouse John Grey, qui est tué à la seconde bataille de St Albans en 1461, se battant pour la cause lancastrienne, tandis que le futur second époux d'Élisabeth, Édouard, se trouve être le prétendant au trône du parti yorkiste ennemi. Les deux fils d'Élisabeth de par son premier mariage sont Thomas (futur Marquis de Dorset, arrière-grand-père de l'éphémère reine Jane Grey) et Richard Grey. Élisabeth se voit surnommée « la plus belle femme de l'île de Bretagne » avec « des yeux aux lourdes paupières comme ceux d'un dragon » suggérant qu'il s'agit d'un critère de beauté dans l'Angleterre de la fin du Moyen Âge.

## Reine d'Angleterre
Édouard IV d'Angleterre possède plusieurs maîtresses, la plus célèbre étant Jane Shore, et ne jouit pas d'une réputation de fidélité. Son mariage avec la veuve Lady Grey est gardé secret. 

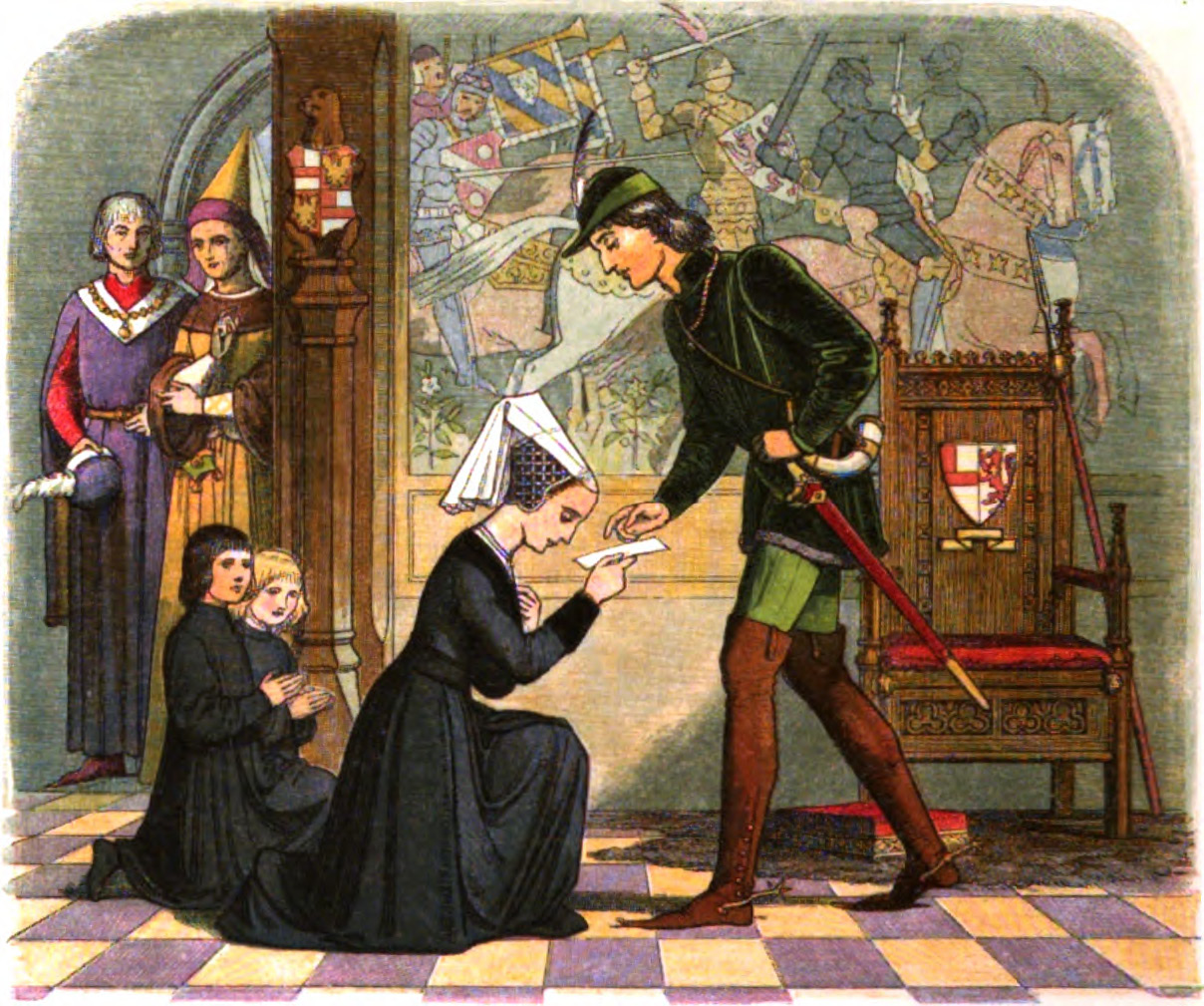
Selon la légende, Élisabeth serait venue implorer l'aide financière d'Édouard qui lui aurait proposé en échange de devenir sa maîtresse. Subjugué par son refus, il l'aurait demandée en mariage.

Bien que la date ne soit pas connue avec exactitude, il est traditionnellement dit qu'il s'est tenu - en présence seulement de la mère de la mariée, Jacquette, et de deux dames d'honneur - en la maison familiale des Woodville dans le Northamptonshire, le 1er mai 1464, guère plus de trois ans après qu'Édouard a pris le trône d'Angleterre, ayant conduit les Yorkistes à la victoire sur les Lancastriens à la bataille de Towton (mars 1461). Élisabeth est couronnée reine le jour de l'Ascension, le 26 mai 1465.
Les premières années de son règne, le gouvernement d'Édouard IV sur l'Angleterre dépend d'un petit cercle de partisans, plus particulièrement son cousin germain, Richard Neville, comte de Warwick, surnommé « le Faiseur de Rois ». Au moment du mariage secret d'Édouard, Warwick négocie une alliance avec la France dans l'espoir de contrecarrer un arrangement similaire près d'être conclu par son ennemie jurée Marguerite d'Anjou, femme du roi destitué Henri VI. Le plan a pour base le mariage d'Édouard avec une princesse proche de la cour de France, Bonne de Savoie, belle-sœur de Louis XI. Quand le mariage avec Élisabeth, de médiocre extraction paternelle, veuve et issue du camp lancastrien, est rendu public, Warwick se trouve embarrassé et offensé. Sa relation avec Édouard ne s'en rétablit jamais. Le mariage se trouve aussi mal reçu par le Conseil privé, qui selon Jean de Wavrin aurait dit à Édouard avec une grande franchise qu'« il doit savoir qu'elle n'était pas une femme pour un prince tel que lui ».
Avec l'arrivée sur scène de la nouvelle reine, suivent un grand nombre de frères et de sœurs qui se marient bientôt avec les familles les plus notables d'Angleterre. Ainsi sont célébrés les mariages de ses sœurs Anne, Marie, et Marguerite avec les comtes de Kent, de Pembroke et d'Arundel. Sa sœur Catherine épouse le pupille (âgé de 11 ans) de la reine, Henry Stafford (2e duc de Buckingham, cousin du futur Henri VII Tudor). Le seul mariage qui puisse être considéré comme choquant s'avère celui de son frère de 20 ans John Woodville avec Catherine Neville, duchesse douairière de Norfolk, fille de Ralph Neville et de Jeanne Beaufort, tante de Warwick et d'Édouard IV, veuve de John Mowbray, second duc de Norfolk. La riche Catherine, déjà veuve par trois fois, est âgée d'une soixantaine d'années.

Les armoiries d'Élisabeth Woodville en tant que reine consort.

Quand la famille d'Élisabeth, particulièrement son père, Richard Woodville, et ses frères aînés, commence à défier la prééminence de Warwick sur la scène politique, ce dernier conspire avec son gendre, Georges Plantagenêt, duc de Clarence, frère cadet du roi. Un de ses partisans accuse la mère d'Élisabeth, la duchesse de Bedford, de pratiquer la sorcellerie : mais Jacquette est acquittée l'année suivante. Warwick et Clarence ont levé par deux fois des révoltes, en ayant réussi la première fois à faire prisonnier Édouard, et exécuté Richard Woodville et son cadet, mais n'ont pu convaincre la noblesse de déposer le roi. À leur deuxième échec, ils fuient vers la France. Warwick forme une alliance puissante mais fragile avec la reine lancastrienne Marguerite d'Anjou, et restaure son mari Henri VI sur le trône en 1470. Mais l'année suivante, Édouard IV rentre d'exil et vainc Warwick à la bataille de Barnet, puis les Lancastriens à la bataille de Tewkesbury. Henri VI est assassiné rapidement après, le 21 mai 1471.
Après cette perte momentanée du pouvoir par son mari, Élisabeth trouve refuge à l'abbaye de Westminster, où elle donne naissance à un fils, Édouard (futur Édouard V d'Angleterre), alors que les Lancastriens contrôlent Londres. Son mariage avec Édouard IV produit en tout dix enfants, sept filles et trois garçons.
La reine Élisabeth s'engage dans des actes de piété chrétienne (pèlerinages, obtention de l'indulgence papale pour ceux qui s'agenouillent et disent l'Angélus trois fois par jour, fondation de la chapelle Saint Érasme à l'Abbaye de Westminster), ce qui est conforme au rôle d'une reine consort médiévale.

## Reine-mère
Suivant la mort soudaine d'Édouard IV d'Angleterre, probablement de pneumonie, en avril 1483, Élisabeth devient pour 63 jours Reine-mère, puisque son jeune fils Édouard V d'Angleterre est proclamé roi, avec son oncle Richard, duc de Gloucester (futur Richard III d'Angleterre) pour Lord Protecteur.
De peur que les Woodville ne tentent de monopoliser le pouvoir, Richard prend rapidement le contrôle sur le jeune roi, et fait arrêter son précepteur Anthony Woodville et Richard Grey, respectivement frère aîné et second fils (du premier mariage) de la reine Élisabeth. Le jeune roi est transféré à la Tour de Londres en attente de son couronnement. Le duc de Buckingham, beau-frère d'Élisabeth, se range temporairement aux côtés du duc de Gloucester (futur Richard III) dans l'opposition aux Woodville, et devient un soutien important pour le régent. Avec son fils cadet Richard, son aîné Thomas Grey et ses filles, Élisabeth doit encore chercher refuge à Westminster. Gloucester demande que Richard de Shrewsbury soit transféré également à la Tour de Londres pour tenir compagnie à son frère, ce qu'Élisabeth accepte. Lord Hastings, le tardif principal partisan du petit roi à Londres, soutient initialement les actes de Richard de Gloucester mais se trouve ensuite accusé par ce dernier de conspirer avec Élisabeth contre lui. Hastings est sommairement exécuté. On ne sait pas si un tel complot a été réellement monté. Richard accusant Élisabeth de complots fomentés en vue de l'« assassiner, le détruire complètement ».
Richard III monte ensuite sur le trône, et le 25 juin 1483, fait exécuter Richard Grey, Anthony Woodville et le chambellan d'Édouard IV Thomas Vaughan, au château de Pontefract, dans le Yorkshire. Dans l'acte du Parlement Titulus Regius (1 Ric. III), il déclare que les enfants de son frère aîné et d'Élisabeth sont illégitimes, car Édouard aurait fait en 1461 une promesse de mariage antérieure (connue sous le nom de précontrat), ayant juré d'épouser la veuve Éléonore Butler, morte en 1468 (ce type de contrat, s'il est avéré, invalide n'importe quel autre mariage, même le mariage royal de 1464). Une source contemporaine, l'historien bourguignon Philippe de Commynes, rapporte que Robert Stillington, évêque de Bath et Wells, prétend avoir célébré la cérémonie de fiançailles entre Édouard et Eleanor. L'acte contient aussi des accusations de sorcellerie contre Élisabeth, mais ne donne pas de détails, et il n'y a pas de suites à cet égard. En conséquence, le duc de Gloucester et Lord Protecteur devient le Roi Richard III d'Angleterre. Le jeune Édouard qui n'est désormais plus roi et son frère Richard, duc d'York, restent dans la Tour de Londres : on ne les revoit jamais après 1483.

## Vie sousRichardIII
Élisabeth, maintenant appelée Dame Élisabeth Grey, conspire pour libérer ses fils et restaurer son aîné sur le trône. Néanmoins, quand le duc de Buckingham change d'allégeance et prend part au complot, il l'informe que les petits princes ont été assassinés. Élisabeth et Buckingham, maintenant alliés avec Lady Margaret Beaufort, épousent la cause du fils de Margaret, Henri Tudor, un arrière-arrière-arrière-petit-fils du Roi Édouard III d'Angleterre, l'héritier lancastrien prétendant au trône. Pour renforcer ses prétentions et unifier les deux Maisons ennemies, Élisabeth et Margaret se mettent d'accord pour qu'Henri épouse la fille aînée d'Édouard IV d'Angleterre et d'Élisabeth, Élisabeth d'York, qui est devenue l'héritière yorkiste à la suite de la mort de ses deux jeunes frères. Henri accepte le plan et à la messe de Noël 1483 prête publiquement serment à cet effet dans la cathédrale de Rennes en Bretagne. Un mois plus tôt, une révolte en sa faveur, menée par Buckingham, a été écrasée.
Le premier Parlement de Richard en janvier 1484 dépouille Élisabeth de toutes ses terres obtenues pendant le règne d'Édouard. Le 1er mars 1484, Élisabeth et ses filles sortent de leur refuge après que Richard III d'Angleterre a juré sous serment public que ses filles ne seraient ni blessées ni emprisonnées à la Tour de Londres, ni dans une autre prison. Il promet aussi de leur fournir des dots et de les marier à des hommes de haute naissance. La famille retourne à la cour, en apparence réconciliée avec Richard III d'Angleterre. Après la mort de la reine Anne Neville (fille de Warwick) en mars 1485, la rumeur prétend que le Roi veuf s'apprête à épouser sa belle nièce Élisabeth d'York, alors adolescente. Richard nie, bien que selon la Chronique de Croyland, il ait été pressé de le faire par les ennemis des Woodville, qui craignent de devoir bientôt rendre les terres qu'ils leur ont confisquées.

## Vie sousHenriVII
En 1485, Henri Tudor envahit l'Angleterre et vainc Richard III d'Angleterre à la bataille de Bosworth. En tant que roi, Henri VII d'Angleterre épouse Élisabeth d'York et fait révoquer le Titulus Regius. Élisabeth Woodville se voit accorder le titre et les honneurs de reine douairière.
Les spécialistes diffèrent sur la raison pour laquelle la reine douairière Élisabeth passe les cinq dernières années de sa vie à l'abbaye de Bermondsey, dans laquelle elle se retire le 12 février 1487. Parmi les biographes modernes, David Baldwin croit qu'Henri VII l'a forcée à se retirer de la cour, alors qu'Arlene Okerlund a des preuves que depuis juillet 1486 elle a déjà commencé à planifier sa retraite pour vivre une vie religieuse et méditative à l'abbaye de Bermondsey. D'autres suggèrent que sa retraite est forcée, car elle a été impliquée d'une façon ou d'une autre dans la rébellion yorkiste de Lambert Simnel en 1487, ou au moins est perçue comme une potentielle alliée des rebelles.
À l'abbaye de Bermondsey, Élisabeth se voit traitée avec tout le respect dû à une reine douairière : elle jouit d'une vie royale et reçoit une pension de 400 £ ainsi que des cadeaux d'Henri VII. Elle est présente à la naissance de sa petite-fille, Marguerite Tudor, au palais de Westminster, le 28 novembre 1489, et à la naissance de son petit-fils, le futur Henri VIII d'Angleterre au palais de Placentia le 28 juin 1491. Sa fille, la reine Élisabeth, lui rend visite à l'occasion à Bermondsey, bien qu'une autre de ses filles, Cécile d'York, la visite plus souvent.
Henri VII d'Angleterre envisage brièvement de faire épouser sa belle-mère au roi Jacques III d'Écosse, quand la femme de Jacques, Marguerite de Danemark, meurt en 1486. Néanmoins, Jacques est tué dans une bataille en 1488, rendant les plans d'Henri vains.
Élisabeth meurt à l'abbaye de Bermondsey le 8 juin 1492. À l'exception de la reine, qui attend la naissance de son quatrième enfant et de Cécile d'York, ses filles assistent aux funérailles au Château de Windsor : Anne d'York (la future Lady Anne Howard), Catherine d'York (la future comtesse de Devon) et Bridget d'York (sœur au prieuré de Dartford). Élisabeth Woodville a désiré une cérémonie simple. Des récits de ses funérailles le 12 juin 1492 suggèrent qu'au moins une source « estimait clairement que les funérailles d'une reine auraient dû être plus splendides » et qu'« Henri VII n'avait pas jugé bon d'arranger un enterrement plus royal pour sa belle-mère », même si la simplicité est le souhait de la reine mère. Élisabeth est enterrée à la chapelle Saint-Georges du château de Windsor avec son mari le roi Édouard IV d'Angleterre.

## Descendance

### Avec Sir John Grey
- Thomas Grey, Comte de Huntingdon, Marquis de Dorset et Lord Ferrers de Grosby (1455 - 20 septembre 1501) épouse en premier lieu Anne Holland, qui meurt jeune sans enfant. Il épouse en second lieu le 18 juillet 1474, Cécile Bonville, suo jure baronne Harington et Bonville, avec qui il a quatorze enfants. La « reine de neuf jours » Lady Jeanne Grey est une descendante directe de cette lignée.
- Richard Grey (1457 - 25 juin 1483).

### AvecÉdouardIVd'Angleterre
- Élisabeth d'York (11 février 1466 - 11 février 1503), reine consort d'Angleterre et mère du futur Henri VIII d'Angleterre,
- Marie d'York (11 août 1467 - 23 mai 1482),
- Cécile d'York (20 mars 1469 - 24 août 1507), vicomtesse Welles,
- Édouard V d'Angleterre (2 novembre 1470 - 1483),
- Marguerite d'York (10 avril 1472 - 11 décembre 1472),
- Richard de Shrewsbury (17 août 1473 - 1483), 1er duc d'York, duc de Norfolk et comte de Norfolk,
- Anne d'York (2 novembre 1475 - 23 novembre 1511), Lady Howard,
- Georges Plantagenêt (mars 1477 - mars 1479), 1er duc de Bedford,
- Catherine d'York (14 août 1479 - 15 novembre 1527), comtesse de Devon,
- Brigitte d'York (10 novembre 1480 - 1507), nonne au prieuré de Dartford, Kent.

## Postérité dans les arts

### En littérature
L'amour d'Édouard pour Élisabeth est célébré dans le sonnet 75 de l'Astrophel et Stella de Philip Sidney (écrit en 1586, première publication en 1591).
Elle apparaît dans les pièces de Shakespeare, Henry VI (troisième partie) et sa suite, Richard III (écrites approximativement en 1592).
Élisabeth apparaît aussi dans :
- Dickon (1929) par Marjorie Bowen, qui peint Élisabeth comme une conspiratrice au cœur des diverses conspirations contre Richard III ;
- La Fille du Temps (1951), le mystère classique de Josephine Tey, qui montre Élisabeth moins mauvaise qu'égoïste et ambitieuse pour sa famille ;
- The King's Grey Mare (1972) par Rosemary Hawley Jarman, une biographie romancée d'Élisabeth qui intègre quelques thèmes surnaturels, au milieu de la sinistre légende de Mélusine, dont la famille d'Élisabeth prétend descendre, et où la mère d'Élisabeth a des liens historiques avec la sorcellerie et le culte du diable ;
- The Sunne in Splendour (1982) par Sharon Kay Penman, une recherche biographique méticuleuse sur Richard III ;
- Lady of the Roses (2008) par Sandra Worth, une autre représentation d'Élisabeth Woodville, moins sympathique ;
- A Secret Alchemy (2009) par Emma Darwin ;
- The White Queen (2009), roman Philippa Gregory, qui emprunte les éléments surnaturels du roman The King's Grey Mare de Rosemary Hawley Jarman. Élisabeth apparaît aussi dans la série de romans de Gregory Cousins' War.

### À l'écran

#### Cinéma
- Richard III (1911) : Élisabeth est jouée par Violet Farebrother
- Richard III (1912) : Élisabeth est jouée par Carey Lee
- Dans le film français Les Enfants d'Édouard (1914) : Élisabeth est jouée par Jeanne Delvair
- Jane Shore (1915) : Élisabeth est jouée par Maud Yates
- Tower of London (1939) : Élisabeth est jouée par Barbara O'Neil
- Richard III (1955) : Élisabeth est jouée par Mary Kerridge
- Dans le téléfilm hongrois III. Richárd (1973) : Élisabeth est jouée par Rita Békés
- Richard III (1995) : Élisabeth est jouée par Annette Bening
- Looking for Richard (1996) : Élisabeth est jouée par Penelope Allen
- Richard III (2005) : Élisabeth est jouée par Caroline Burns Cooke
- Richard III (2008) : Élisabeth est jouée par María Conchita Alonso

#### Télévision
- An Age of Kings (1960) : Élisabeth est jouée par Jane Wenham.
- Wars of the Roses (1965) : Élisabeth est jouée par Susan Engel
- The Third Part of Henry the Sixth and The Tragedy of Richard III (1983) : Élisabeth est jouée par Rowena Cooper
- The White Queen (2013) : Élisabeth est jouée par Rebecca Ferguson
- The White Princess (2017) : Élisabeth est jouée par Essie Davis